# Charapendo
Charapendo es una localidad del estado mexicano de Michoacán. Es parte del municipio de Gabriel Zamora. Fue fundada el 24 de enero de 1904.

## Toponimia
El nombre «Charapendo» proviene de los términos en purépecha: charape, tepache; endo, lugar. Su significado es «Lugar donde hay tepache».

## Demografía
| Gráfica de evolución demográfica |
|                                  |

| Censo | Población |
| ----- | --------- |
| 1910  | 24        |
| 1921  | —         |
| 1930  | 97        |
| 1940  | 48        |
| 1950  | 521       |
| 1960  | 826       |
| 1970  | 692       |
| 1980  | 797       |
| 1990  | 1161      |
| 2000  | 1100      |
| 2010  | 1118      |
| 2020  | 1299      |